# Andrew Victor Schally
Andrew Victor Schally (Vilna, 30 de noviembre de 1926-Miami Beach, 17 de octubre de 2024) fue un médico y endocrinólogo estadounidense, de origen polaco. Que fue partícipe, junto con Roger Guillemin y Rosalyn Sussman Yalow, del Premio Nobel de Fisiología o Medicina. Este premio reconocía sus investigaciones sobre el descubrimiento de que el hipotálamo controla la producción y liberación de hormonas por parte de la glándula pituitaria, que controla la regulación de otras hormonas en el organismo. Más adelante, Schally utilizó sus conocimientos sobre las hormonas del hipotálamo para investigar posibles métodos de control de la natalidad y tratamiento del cáncer.

## Biografía[3]
Andrzej Wiktor Schally nació en Wilno, en la Segunda República Polaca (actualmente Vilnius, Lituania), hijo del general de brigada Kazimierz Schally, que fue jefe de gabinete del presidente Ignacy Mościcki de Polonia, y de María (de soltera Łącka).
En septiembre de 1939, cuando Polonia fue atacada por la Alemania nazi y la Unión Soviética, Schally escapó con el presidente polaco Ignacy Mościcki, el primer ministro y todo el gabinete a la neutral Rumanía, donde fueron internados.
Tuve la suerte de sobrevivir al holocausto mientras vivía entre la comunidad judeo-polaca de Rumanía. Hablaba polaco, rumano, yiddish, italiano y algo de alemán y ruso, pero los he olvidado casi por completo, y mi francés, en el que solía destacar, también dista mucho de ser fluido.
Inmediatamente después de la guerra, en 1945, se trasladó a través de Italia y Francia al Reino Unido, donde cambió su nombre de pila por el de Andrew. Schally recibió su educación en Escocia e Inglaterra. En 1952 se trasladó a Canadá. Se doctoró en endocrinología por la Universidad McGill en 1957. Ese mismo año emprendió una carrera de investigación en Estados Unidos, donde ha trabajado principalmente en la Universidad de Tulane. En la actualidad, Schally investiga en endocrinología en el Miami Veteran's Administration Medical Center de Miami (Florida). Ciudadano canadiense cuando salió de Canadá, Schally se nacionalizó estadounidense en 1962. Estuvo afiliado al Baylor College of Medicine durante algunos años en Houston, Texas.
Recibió el Premio Lasker en 1975 y el Premio Nobel de Medicina en 1977 por su descubrimiento del fenómeno de la secreción hormonal en el hipotálamo del cerebro y el estudio de su estructura y función, que dio inicio a la neuroendocrinología. Junto a él, Roger Guillemin fue galardonado, e independientemente de los dos científicos, la mitad del premio a la investigación RIA fue para Rosalyn Sussman Yalow.
Desarrolló un nuevo campo de conocimiento sobre el control del cerebro sobre la química del cuerpo. Schally explicó en su discurso del Nobel de 1977 que, junto con sus investigadores, diseccionó 250.000 hipotálamos de cerdo para aislar 5 mg de la hormona liberadora de tirotropina (TRH) y determinar la estructura molecular de la hormona. Sus trabajos también abordaron los métodos de control de la natalidad y los efectos de las hormonas del crecimiento en el organismo. Junto con Roger Guillemin describió la neurohormona liberadora de gonadotropina (GnRH) que controla la hormona estimulante del folículo (FSH) y la hormona luteinizante (LH), dos hormonas que son parte integrante de la reproducción y el crecimiento y el desarrollo.
Schally, recibió el título de doctor honoris causa por casi 20 universidades, incluida la de la Universidad Jagellónica de Cracovia.
Es miembro de la Fundación Kosciuszko de Científicos Eminentes de Origen y Ascendencia Polaca.
En 2021 se le concedió la Cruz de Comendador de la Orden del Mérito de la República de Polonia.
Estuvo casado con Margaret Rachel White (divorciada) y con Ana Maria de Medeiros-Comaru.

## Investigación del cáncer[8]
En 1981 se demostró que los análogos agonistas de la hormona liberadora de gonadotropina (GnRH) que Schally había desarrollado entre los años 1972 y 1978 inhibían el crecimiento del cáncer de próstata en ratas. Junto con el Dr. George Tolis, Schally realizó el primer ensayo clínico de GnRH para pacientes con cáncer de próstata avanzado en 1982. Este método es ahora el tratamiento preferido para el carcinoma de próstata avanzado. Alrededor del 70% de los pacientes con cáncer de próstata reciben un agonista como método principal de tratamiento. Según Schally, su tratamiento provoca menos efectos secundarios que la radiación y la quimioterapia. El método de tratamiento anterior, la orquiectomía o la administración de estrógenos, se basaba en las investigaciones de Charles Brenton Huggins.
En 2004, tras el fallecimiento de su esposa a causa del cáncer de tiroides, Schally encontró consuelo en la continuación de sus investigaciones